# Psychotria fendleri
Psychotria fendleri är en måreväxtart som beskrevs av Paul Carpenter Standley. Psychotria fendleri ingår i släktet Psychotria och familjen måreväxter. Inga underarter finns listade i Catalogue of Life.